# Тулан-каган
Тулан-каган (д/н—599) — 8-й великий каган Тюркського каганату в 589—599 роках. В китайських джерелах відомий як Юн'юйлюй.

## Життєпис
Походив з династії Ашина. Син Бага-Ишбара-кагана. При народженні отримав ім'я Юн-Улуг. 583 року брав участь у поході батька на ставку Талоп'єн Апа-кагана в Або. 587 року Бага-Ишбара-каган помер. Після загибелі стрийка Бага-кагана 589 року стає новим великим каганом під ім'ям Тулан-каган. Водночас одружився з удовою батька Цянь Цзінь з династії Північна Чжоу.
Спрямував свої зусилля на покращення стосунків з китайською імперією Суй, відновивши жваву торгівлю шовком, кіньми та великою худобою. Водночас не намагався відкорити кагана Заходу Кара-Чурин-Тюрка, який фактично став самостійним.
593 року перестав направляти коней до Китаю. З 594 року суйський двір став інтригувати проти влади великого кагана. 597 року спровокував відкрите протистояння з його стриєчним братом Ямі. У відповідь великий каган став здійснювати напади на китайську територію. 598 року відбив атаку суйської армії.
599 року Тулан-каган звернувся по допомогу до Кара-Чурин-Тюрка. Останній зайняв Ордос, прорвався до префекту Ючжоу, де зазнав поразки. За підтримки суйців Ямі зумів зміцнитися на кордоні з Китаєм. Того ж року найманці китайського імператора вбили великого кагана. Кара-Чурин-Тюрк оголосив себе великим каганом й продовжив боротьбу проти Суй.